# Меланолеука коротконожковая
Меланолеука коротконожковая (лат. Melanoleuca brevipes) — вид грибов-базидиомицетов рода Меланолеука (Melanoleuca) семейства Рядовковые (Tricholomataceae).
Съедобный гриб (некоторые источники указывают как условно-съедобный) с шляпкой грязно-жёлтого или орехового цвета, серой короткой и толстой ножкой. Встречается с июля по октябрь в садах, лесах и на пастбищах. Схожа с меланолеукой чёрно-белой и меланолеукой полосатоножковой, незначительно отличаясь цветом шляпки.